# Ангел, Кэтэлин
Кэтэлин Константин Ангел (рум. Cătălin Constantin Anghel; род. 4 октября 1974, Констанца) — румынский футболист, игравший на позиции нападающего; тренер.

## Карьера игрока
Начал профессиональную карьеру в румынском «Фаруле», в котором отыграл 3 сезона. В 1997 году перешёл в молдавский «Милсами», из которого он перешёл в венгерский БВСК, а позже в «Капошвар Ракоци». В 2004 году он перешёл в «Сталь» из Алчевска, в составе которой вышел в Высшую лигу, где дебютировал 15 августа 2003 года в матче против «Нафком» из Броваров. 12 сентября 2003 года в матче против «Харькова» сделал хет-трик и вскоре перешёл казахстанский «Иртыш» из Павлодара, после чего завершил карьеру. Тренировал румынские клубы «Овидиу», «Вииторул» (Констанца), «Сэгята», а также молдавский клуб «Милсами».

## Карьера тренера
Тренерскую карьеру начал в румынском клубе «Овидиу» как играющий тренер. В 2009 году начал тренировать «Вииторул» и вывел его из второй лиги в Лигу 1. В сезоне 2013/14 из-за плохих результатов команды ушёл в отставку.